# Team Fortress Classic
Team Fortress Classic je počítačová hra vyvinutá společností Valve Corporation. Jde o multiplayerovou FPS střílečku. Je pokračováním hry Team Fortress a předchůdcem populárního Team Fortress 2. Team Fortress Classic je jednou z prvních her vydaných společností Valve Corporation. Hra momentálně trpí nedostatkem hráčů, většina serverů je v dnešní době prázdná, nebo plná botů.